# Mario Nizzoli
Mario Nizzoli (ou Nizzolo), en latin Marius Nizolius, (né le 5 mars 1488 à Brescello, dans le duché de Modène et mort le 5 juin 1576 à Sabbioneta) est un littérateur et philosophe italien de la Renaissance.

## Biographie
Mario Nizzoli naquit, en 1498, à Brescello ou à Boreto, campagne voisine de cette ville, dans le Modenais. Il fit ses études avec beaucoup de distinction, et fut appelé en 1522 à Brescia par le comte Gianfrancesco Gambara, protecteur éclairé des lettres, qui lui donna un logement dans sa maison, et ne cessa de le combler de marques d'intérêt. Ce fut par le conseil de Gambara qu'il s'attacha particulièrement à la lecture des ouvrages de Cicéron, dont il fit ses délices le reste de sa vie. La reconnaissance l'engagea à se charger de l'éducation des neveux de son bienfaiteur, et il ne quitta Brescia que pour aller occuper une chaire à l'Université de Parme, au commencement de l'année 1547. Le prince Vespasien Gonzague ayant établi, en 1562, une académie à Sabbioneta pour l'enseignement des langues anciennes, il en offrit la direction à Nizzoli, avec un traitement de trois cent écus. Nizzoli ne tarda pas à se repentir d'avoir accepté une place qui le détournait de ses occupations habituelles, et que ses infirmités l'empêchaient d'ailleurs de remplir aussi bien qu'il l'aurait désiré. Il présenta donc sa démission ; et s'étant retiré à Brescello, il y mourut en 1566, à l'âge de 68 ans. Ses restes furent déposés dans la principale église, avec une inscription rapportée par Tiraboschi. Il était en correspondance avec les savants les plus distingués de son temps, Annibal Caro et Paul Manuce. Son admiration excessive pour Cicéron lui attira une violente querelle avec Marcantonio Majoragio.
Adversaire de la scolastique, Nizzoli est surtout connu pour son De veris principiis : dans le sillage de Laurent Valla, il appelle à une réforme de l'éducation visant à rendre à la rhétorique, considérée comme la reine des sciences et des arts, la matière enseignée par les philosophes, selon le principe cicéronien qui pose que la véritable sagesse ne peut être séparée de la véritable éloquence. À la suite des Pythagoriciens, l'erreur de Socrate, de Platon et d'Aristote, ainsi que des philosophes qui leur succédèrent, fut de contrevenir à ce principe. Le lien de Nizzoli avec une certaine scolastique est pourtant réel, dans la mesure où l'on retrouve chez lui l'influence de la tradition nominaliste qui combat les abstractions et les universaux, et qu'il étend à toute la dialectique et la métaphysique. Nizzoli énonce cinq principes de vérité pour les étudiants de son temps : 1) connaître le grec et le latin ; 2) sans les préceptes des grammairiens et des rhéteurs toute connaissance est ignorance ; 3) la lecture intensive des bons auteurs est nécessaire pour comprendre les lois et les règles du langage commun ; 4) la liberté doit être totale à l'égard de toute école, chacun ne devant prendre pour maître que lui-même ; 5) parler clairement, sans incohérence, éviter les questions absurdes, les paradoxes et les nouveautés.

## Œuvres
On a de lui : 

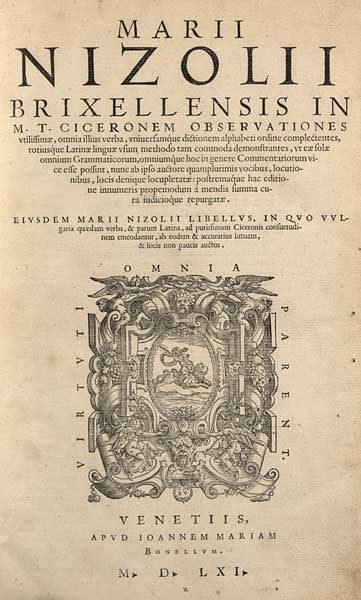
Mario Nizzoli, Ciceronem observationes, Venise, Giovanni Maria Bonelli, 1561.

- Observationes in M. Tullium Ciceronem, Pratalboino, 1535, in-folio. C'est le recueil alphabétique de tous les mots employés par l'orateur romain, avec des exemples qui servent à en déterminer les différentes acceptions. Il dédia cet ouvrage à son mécène, qui l'avait fait imprimer à ses frais, dans sa propre maison. Cette première édition de 1535 est belle et rare, mais peu recherchée, parque qu'elle est moins complète que celles qui ont suivi. Michele Nizzoli, neveu de Mario, en publia une nouvelle édition corrigée sur les manuscrits de son oncle, Venise, Alde Manuce, 1570, in-fol. ; et il donna à l'ouvrage un titre plus convenable, en l'intitulant Thesaurus Ciceronianus. Ce trésor eut une grand vogue dans le XVIe siècle. A peine avait-il paru, que les imprimeurs de Bâle et de Lyon, le reproduisirent. Celio Secondo Curione et Marcello Squarcialupi, en donnèrent des éditions augmentées, tombées dans l'oubli. On fait encore cas des éditions de Jacob Cellarius, Francfort, 1613, in-folio ; mais la meilleure des éditions de cet ouvrage, est sans contredit, celle que Facciolati a publiée, avec des augmentations, Padoue, 1734, sous le titre de Lexicon Ciceronianum. Le succès de cette compilation ne pouvait manquer d'éveiller la critique. Henri Estienne n'épargna ni l'auteur ni son livre dans deux dialogues intitulés : Pseudo-Cicero, et Nizolio-Didascalus.
- De veris principiis et vera ratione philosophandi contra pseudo-philosophos, livre contre les doctrines et le langage des scolastiques, Parme, 1553, dont Leibniz a donné une nouvelle édition avec une préface (Francfort, 1670, in-4°).
- Marii Nizolii Brixellensis in M.T. Ciceronem observationes : Caelii Secundi Curionis labore & industria secundò atque iterum locupletatae, perpolitae, & restitutae. Ejusdem M. Nizolii libellus, in quo vulgaria quaedam verba, & parum Latina, ad purissimam Ciceronis consuetudinem emendantur, ab eodem Caelio, s.c. limatus & auctus (en ligne BU Clermont Auvergne).

## Sources
- « Mario Nizzoli », dans Louis-Gabriel Michaud, Biographie universelle ancienne et moderne : histoire par ordre alphabétique de la vie publique et privée de tous les hommes avec la collaboration de plus de 300 savants et littérateurs français ou étrangers, 2e édition, 1843-1865 [détail de l’édition]
- Marie-Nicolas Bouillet  et Alexis Chassang (dir.), « Nizolius » dans Dictionnaire universel d’histoire et de géographie, 1878 (lire sur Wikisource)